# Guadalupe Grijalva
Guadalupe Grijalva es una localidad del estado mexicano de Chiapas. Es parte del municipio de Frontera Comalapa.

## Demografía
| Gráfica de evolución demográfica |
|                                  |

| Censo | Población |
| ----- | --------- |
| 1940  | 63        |
| 1950  | 132       |
| 1960  | 295       |
| 1970  | 461       |
| 1980  | 630       |
| 1990  | 823       |
| 2000  | 874       |
| 2010  | 1 034     |
| 2020  | 1 020     |